# خالیسکو
خالیسکو(به اسپانیایی: Jalisco) یکی از سی و یک ایالت مکزیک است؛ که ۱۲۵ زیربخش دارد و مرکز آن گوادالاخارا است..
بسیاری از نمادهای فرهنگی مکزیک در واقع نمادهای خالیسکو هستند.
خالیسکو در غرب مکزیک واقع است و با ایالت‌های نایاریت از شمال غرب، زاکاتکاس، آگوئاسکالینتس و سان لوئیس پوتوسی از شمال، گوآناخوآتو از شرق و کولیما و میچوآکان از جنوب مرز دارد. همچنین بخشی از ساحل‌های مکزیک با اقیانوس آرام نیز در این ایالت قرار دارد.
خالیسکو از لحاظ جمعیت چهارمین ایالت پرجمعیت مکزیک به‌شمار می‌رود و همچنین از لحاظ فرهنگی، بازرگانی و سطوح اقتصادی از بالاترین‌ها در مکزیک است. از دید شاخص توسعه انسانی برخی از بخش‌های این ایالت قابل مقایسه با کشورهایی همچون اسپانیا و ایتالیا هستند.